# Nitreto de cromo
Nitreto de cromo é um composto inorgânico de fórmula química CrN. É muito duro e extremamente resistente à corrosão. É um composto intersticial, com átomos de nitrogênio ocupando os buracos octaédricos no retículo: desta forma, não é tecnicamente um composto de cromo(III) e nem contém íons nitreto (N3−). Cromo forma um segundo nitreto intersticial, nitreto dicrômico, Cr2N.

## Síntese
Nitreto de cromo(III) pode ser preparado pela combinação direta do cromo e nitrogênio a  800 °C:
2 Cr +
N2 → 2 CrN
Pode ser sintetizado pela técnica de Deposição Física de Vapor.

## Aplicações
CrN é utilizado como um material de revestimento para resistência à corrosão e em aplicações de moldagem de plástico. CrN é muitas vezes utilizado em implantes médicos e ferramentas. CrN também é um componente valioso em sistemas avançados de múltiplos componentes de revestimento, tais como CrAlN, para aplicações resistentes ao desgaste e em ferramentas de corte.

## Magnetismo
Recentemente o composto tem aparecido em revistas científicas de alto impacto Nature Materials. Particularmente, a importância do magnetismo, tanto a baixa temperatura quanto em alta, tem sido demonstrada por meio de cálculos de mecânica quântica da estrutura eletrônica do composto.